# Diplomatpass
Diplomatpass är en speciell typ av pass, som används bl.a. av diplomater, deras familjemedlemmar samt vissa andra okränkbara befattningshavare, exempelvis statschefer, regeringschefer och ministrar.

## Syfte
Innehavare av ett diplomatpass omfattas inte automatiskt av diplomatisk immunitet när de befinner sig utanför den utfärdande statens territorium. Passet är endast ett intyg på att innehavaren har en sådan ställning i värdlandet att det kan motivera immunitet. Till exempel har diplomater och deras familjemedlemmar endast immunitet i det land som diplomaten arbetar i, och bara efter att mottagarlandet har godkänt immuniteten. Den innehavare med immunitet som utnyttjar värdlandets förtroende för egen vinning eller oönskat beteende kan förklaras persona non grata av värdlandet och utvisas.

## I olika länder

### Sverige
Bland personer i Sverige som kan få diplomatpass kan man utöver anställda vid utrikesförvaltningen (diplomater) särskilt nämna medlemmar av den kungliga familjen, riksdagens talmän, statsministern, övriga statsråd, ledamöter i riksdagens utrikesutskott och riksbankschefen. Även medföljande barn och makar till en diplomat som är stationerad i ett annat land kan få diplomatpass. Passet utfärdas enligt Passförordningen enbart av chefen för Utrikesdepartementet eller den som departementschefen utser.
Andra statliga befattningshavare med lägre rang tilldelas istället tjänstepass.

## Galleri

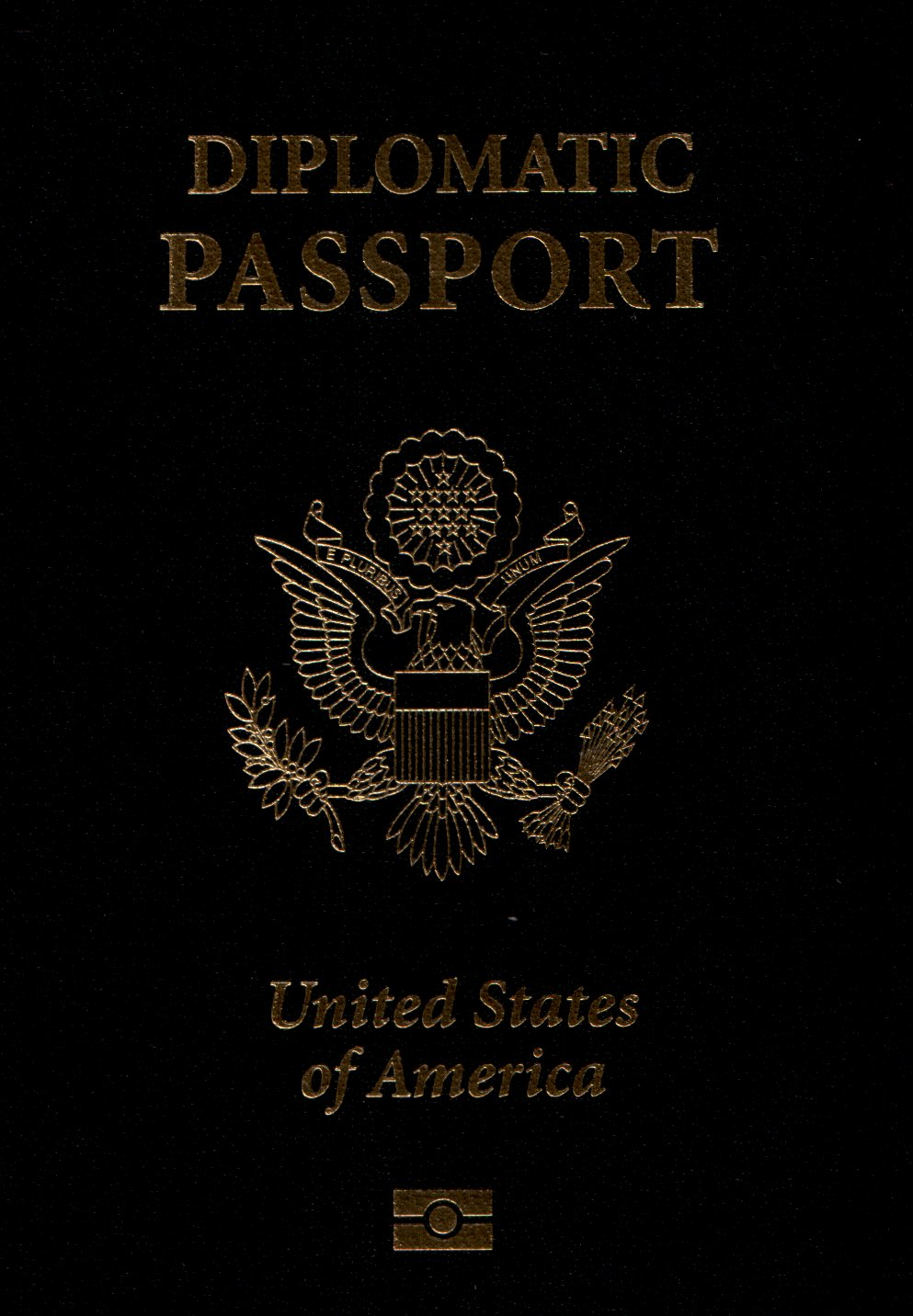
Ett amerikanskt diplomatpass.
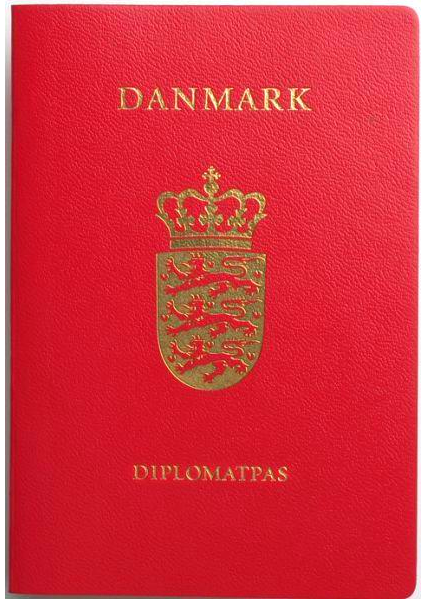
Ett danskt diplomatpass.
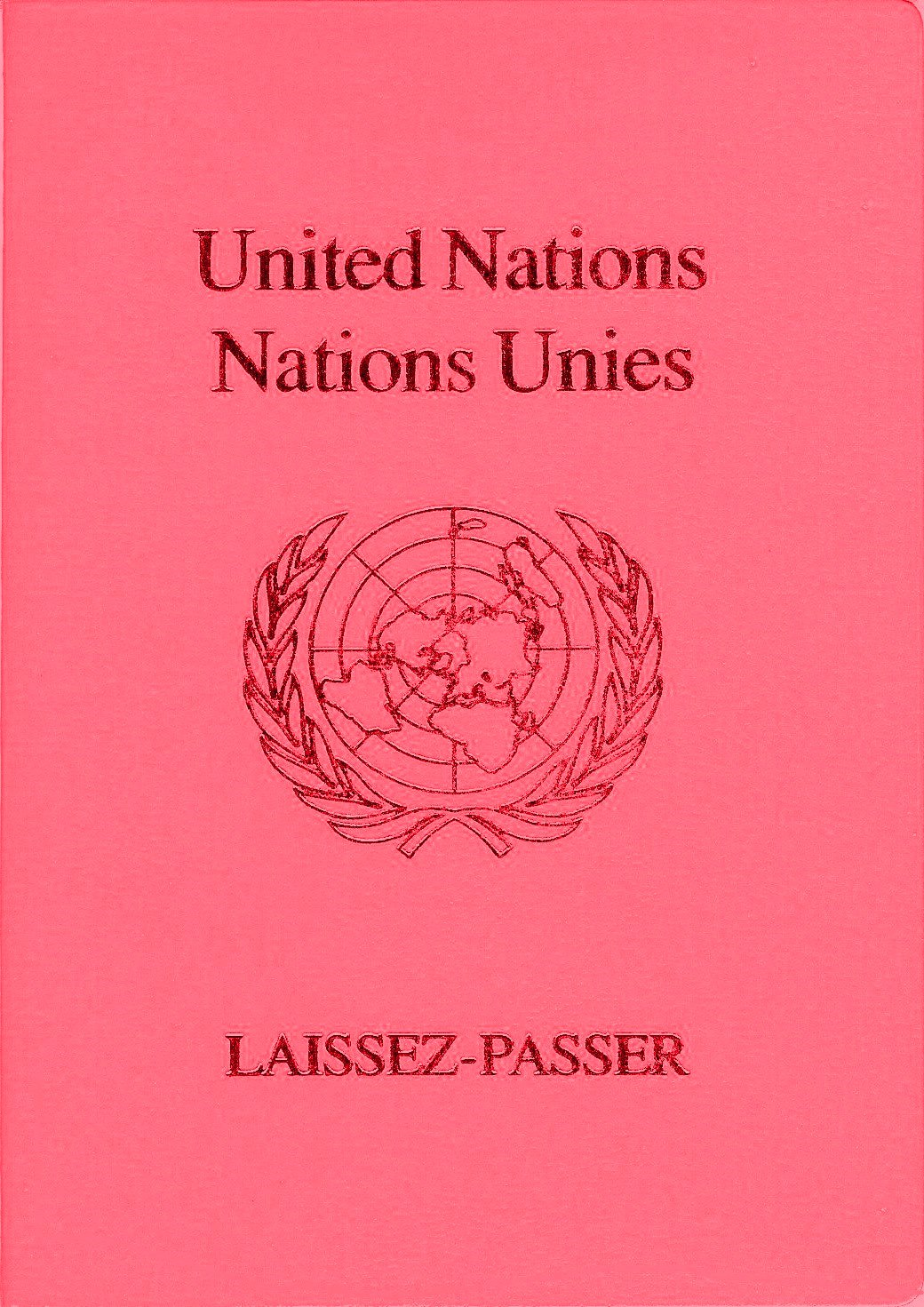
Diplomatpass utfärdat av Förenta nationerna.
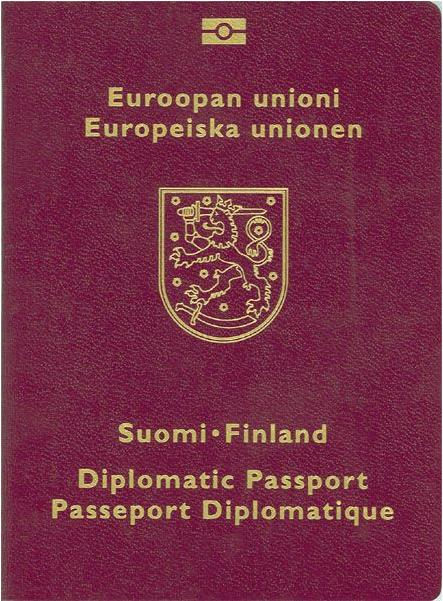
Ett finländskt diplomatpass.
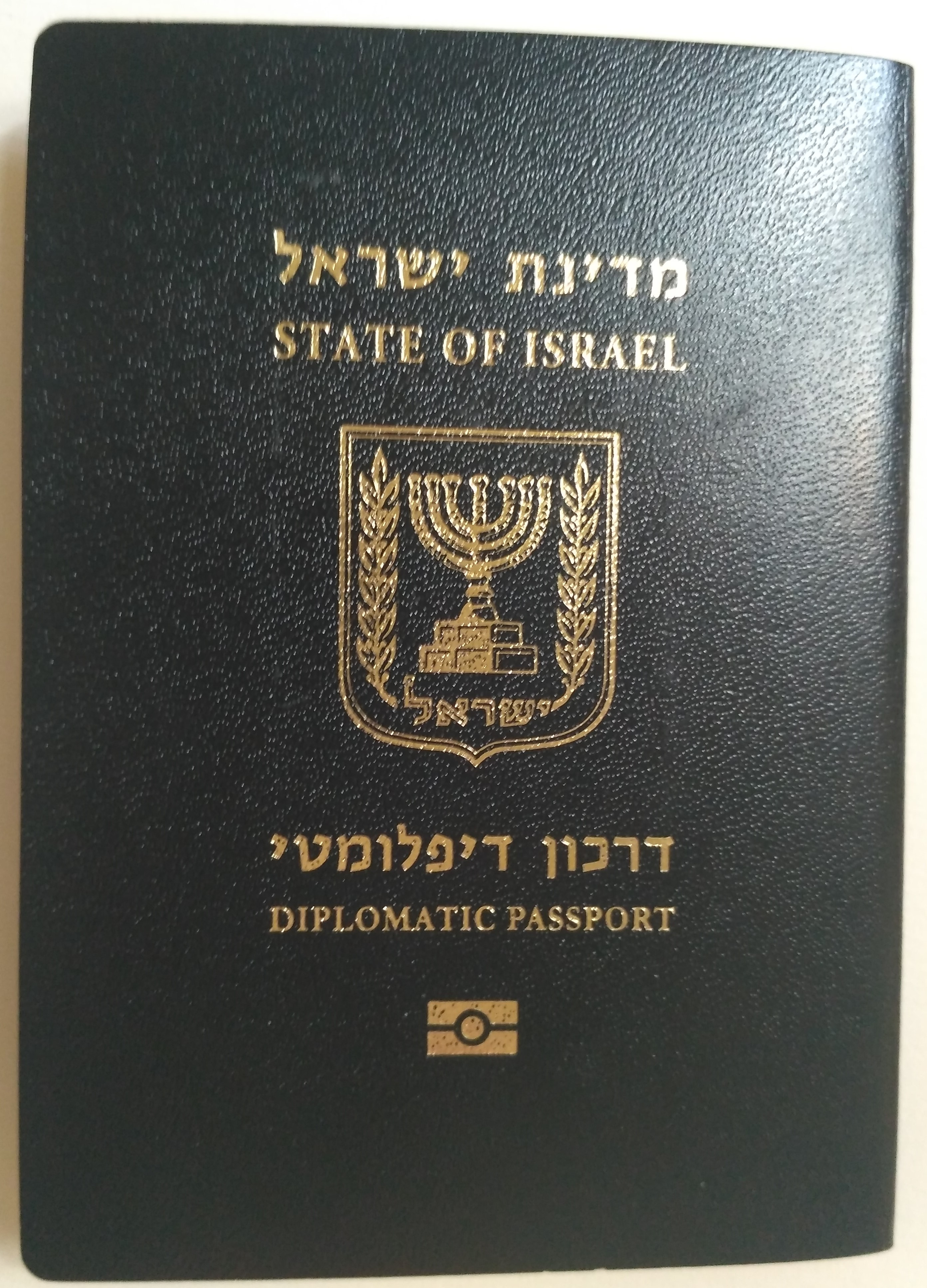
Ett israeliskt diplomatpass.
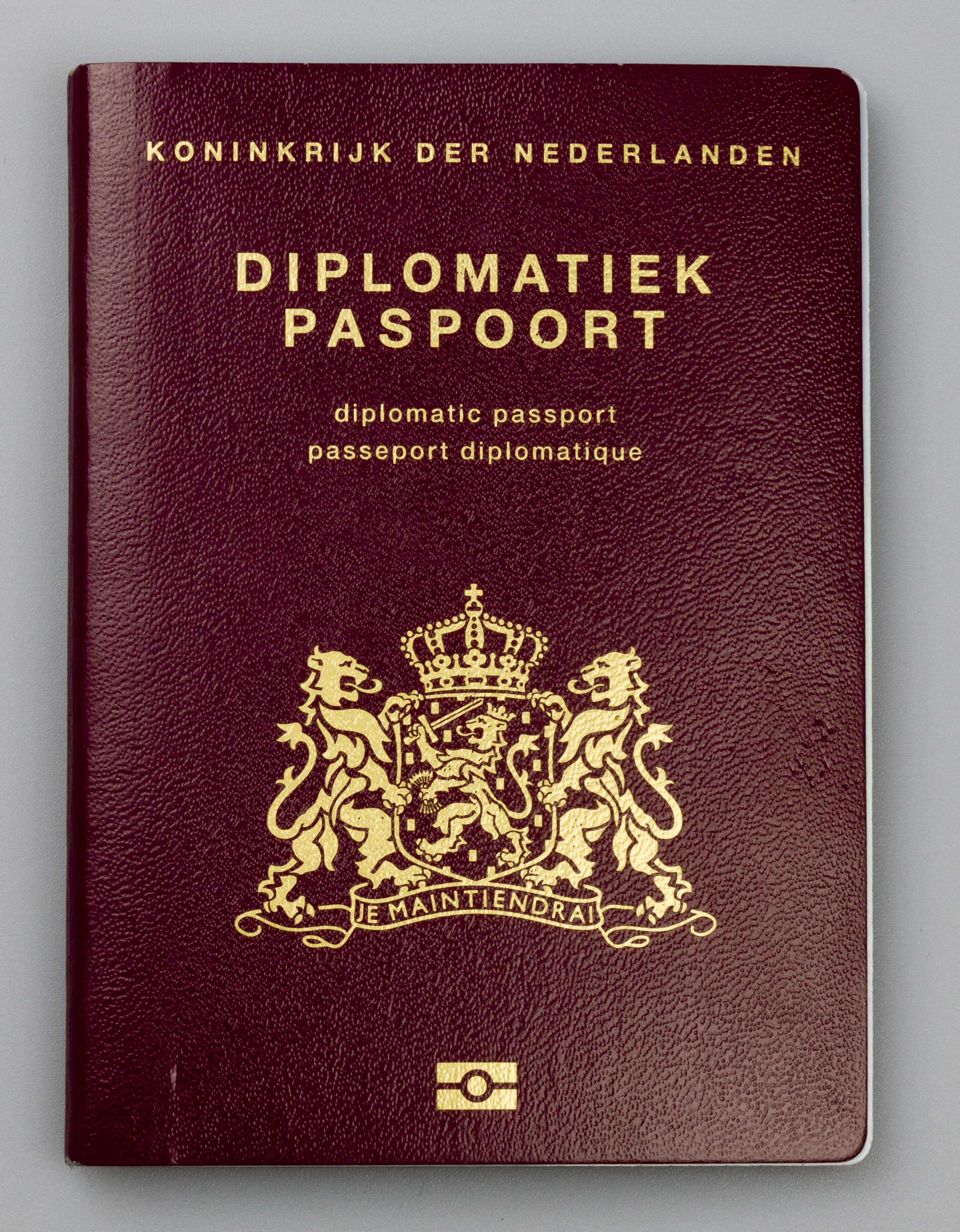
Nederländskt diplomatpass.
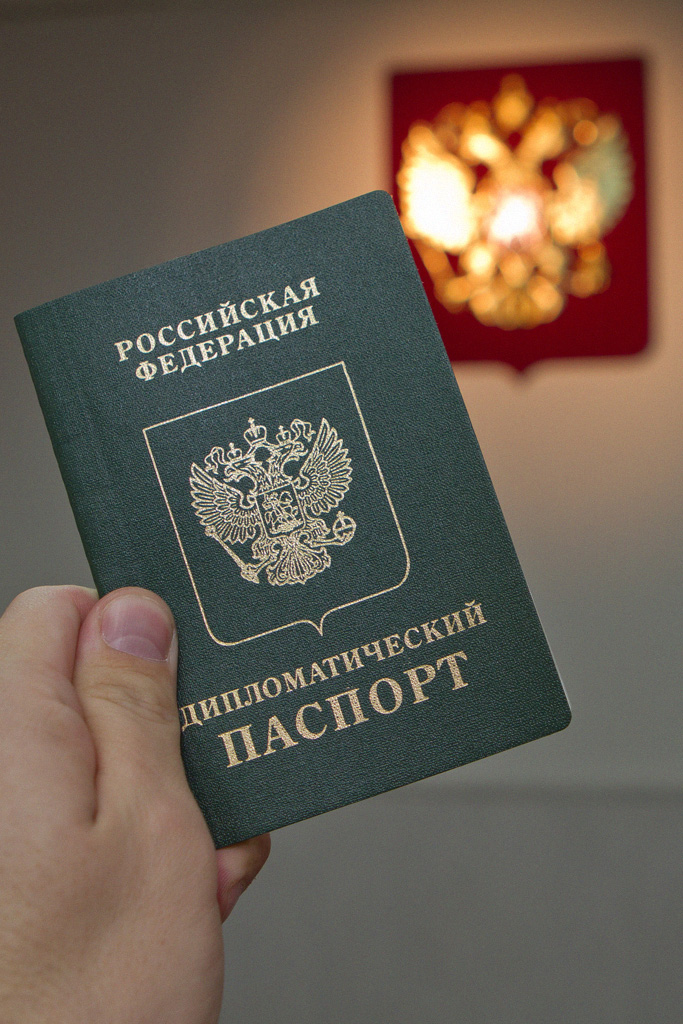
Ryskt diplomatpass.